# August Rodenberger
August Rodenberger (Saint Louis, 25 juillet 1873 - Saint Louis, 12 avril 1933) fut un ancien tireur à la corde américain. Il a participé aux Jeux olympiques de 1904 et remporta la médaille d'argent avec l'équipe américaine St. Louis Southwest Turnverein №1.